# 앙리 사이베
앙리 그레구아르 사이베(프랑스어: Henri Grégoire Saivet, 1990년 10월 26일 ~ )는 프랑스 리그 2 클럽 포와 세네갈 국가대표팀에서 미드필더로 뛰고 있는 세네갈의 프로 축구 선수이다. 그는 전 프랑스 청소년 국가대표이기도 하다.
사이베는 보르도에서 17살에 데뷔를 한 그의 경력을 시작했고 잉글랜드 클럽 뉴캐슬 유나이티드와 계약하기 전까지 클럽에서 9년을 보냈다. 그는 뉴캐슬에서 거의 경기에 출전하지 못했고 2021년에 떠나기 전까지 생테티엔과 튀르키예 클럽인 시바스스포르와 부르사스포르로 임대되었다. 클럽이 없는 1년 후, 그는 포와 계약했다.

## 구단 경력

### 보르도
2007년, 사이베는 보르도와 첫 프로 계약을 맺었고, 따라서 그는 클럽 역사상 최연소 프로 선수가 되었다. 그는 그 후 2007-08 시즌, 17세의 나이로, 리그 경기인 랑스와의 경기에서 프로 데뷔를 했다. 사이베는 2013년 쿠프 드 프랑스 결승전에서 골을 넣어 보르도가 에비앙을 3-2로 물리치도록 도왔다.

### 뉴캐슬 유나이티드
2016년 1월 11일, 보르도의 윌리 사뇰 감독은 사이베에게 클럽을 떠나는 것을 허락했다고 확인했다. 그날 늦게 사이베는 공식적으로 뉴캐슬 유나이티드와 5년 반의 계약을 맺었고, 신고된 5백만 파운드의 이적료에 합류했다.
뉴캐슬 유나이티드 소속으로 반 시즌 동안 단 4경기에 출전한 후, 2016년 8월 23일 생테티엔에 입단하여, 생테티엔에 이적할 수 있는 옵션이 없었다.
2017년 8월 23일, 사이베는 2016년 2월 6일 이후 뉴캐슬에서 첫 경기를 치렀고, 노팅엄 포리스트와의 EFL컵 동점 경기에 선발로 출전했다. 그는 12월 23일 1군으로 복귀했고, 웨스트햄 유나이티드와의 프리미어리그 경기에서 프리킥을 성공시켰다.
2018년 8월 25일, 사이베는 튀르키예의 부르사스포르에 시즌 임대로 합류한다고 발표되었다.

### 포
2022년 6월, 사이베는 프랑스 클럽 포에 입단했다.

## 국가대표팀 경력
종종 프랑스 국가대표팀의 연령 범주에 선정된 앙리 사이베는 프랑스 축구의 큰 희망 중 하나였다.
2012년 8월 13일, 그는 디디에 데샹 신임 감독에게 곧 발탁되지 못하면 세네갈 국가대표팀으로 뛸 수 있다고 발표했다.
2013년, 그는 마침내 그의 출신국의 국기 아래에서 경기하기로 동의했다. 따라서 그는 2013년 8월 14일 잠비아와의 친선 경기에서 세네갈 국가대표팀과 데뷔 전을 치렀다. 그 후, 그는 2014년 FIFA 월드컵과 2015년 아프리카 네이션스컵 예선에 참가했다.